# 皮斯基 (新普斯科夫區)
49°26′57″N 38°59′29″E / 49.44917°N 38.99139°E
皮斯基（烏克蘭語：Піски）是位於烏克蘭東部的村莊，由盧甘斯克州舊比利斯克區的新普斯科夫市鎮負責管轄。該村始建於1792年，面積8.98平方公里，海拔高度64米，2001年人口1,392，人口密度每平方公里155人。